# Salvatore Puma
Salvatore Puma (Racalmuto, 6 maggio 1920 – Roma, 15 marzo 2007) è stato un tenore italiano.

## Biografia
Nato a Racalmuto, in Sicilia, fu compagno alle scuole elementari di Leonardo Sciascia e Luigi Infantino che poi diverranno, rispettivamente, scrittore e tenore di fama. 
Studiò canto a Parma e successivamente a Milano sotto la guida dell’ex baritono Emilio Ghirardini. Debuttò il 10 aprile 1949 al Teatro Rossini di Pesaro, interpretando Radamès nell’Aida.
Nel corso della sua carriera cantò nei principali teatri italiani e in importanti festival come l’Arena di Verona, il Festival Puccini di Torre del Lago, il Maggio Musicale Fiorentino di Firenze e le Terme di Caracalla di Roma. 
Fu inoltre attivo a livello internazionale in città come Parigi, Strasburgo, Vienna, Bruxelles, Amsterdam, Copenaghen, Malta, Amburgo, Monaco di Baviera, Zurigo, Bucarest, Budapest, Sofia, Belgrado, La Coruña, Tokyo e Osaka. 
Negli Stati Uniti si esibì a Filadelfia, New Orleans, Miami e Hartford, mentre in America Latina cantò a Città del Messico, Rio de Janeiro e Santiago del Cile.
Appartenente a una generazione di cantanti lirici spinti ormai quasi estinta, si trovò a competere con numerosi tenori del suo stesso repertorio, tra cui Mario Del Monaco, Franco Corelli, Carlo Bergonzi e Flaviano Labò.
Interpretò circa 25 ruoli tenorili, prediligendo Manrico in Il trovatore, seguito da Andrea in Andrea Chénier, appunto Radamès in Aida e Turiddu in Cavalleria rusticana. Fu anche apprezzato in opere come Pagliacci, Norma, Carmen, Turandot, Manon Lescaut e Tosca. Il suo repertorio spaziava da ruoli lirici come Edgardo in Lucia di Lammermoor e Alfredo ne La traviata, fino a ruoli più drammatici come Enzo in La Gioconda e Otello nell’omonima opera verdiana.
Realizzò poche registrazioni commerciali, tra cui alcuni 78 giri per la CETRA, ma la sua voce è documentata in alcune registrazioni dal vivo di Il tabarro (Amburgo, 1953) e Iris (Milano, 1956).
La sua carriera durò, complessivamente, dal 1949 al 1977, protraendosi occasionalmente fino al 1982. Tra le sue ultime esibizioni vi fu quella dell’aprile 1978 al Teatro Massimo Bellini di Catania, dove interpretò Andrej Khovanskij in Chovanščina di Modest Petrovič Musorgskij, accanto a Boris Christoff e Raffaele Arié.
Gli ultimi anni si ritirò in vita privata a Roma, dove visse insieme alla moglie, il soprano Lupita Guadalupe.
Egli concluse la brillante carriera a Racalmuto, il suo paese natale, con un concerto presso la Chiesa madre tenutosi il 25 ottobre 1997, cui partecipò anche l’editore Giulio Einaudi. 
E a Racalmuto il tenore decise di lasciare i suoi costumi di scena, oggi esposti in una mostra permanente al Teatro Comunale intitolata Una vita per la lirica.  
Morì a Roma il 15 marzo 2007 per una malattia cardiaca, all’età di 86 anni. 
La camera ardente si tenne nel foyer del teatro “Regina Margherita” di Racalmuto, in cui per l’occasione venne accesa la sala dei costumi e messo un suo disco.
Puma e la moglie riposano nella cappella di famiglia al cimitero comunale di Racalmuto.